# Yeongok-myeon
Yeongok-myeon (koreanska: 연곡면) är en socken  i den nordöstra delen av Sydkorea, 160 km öster om huvudstaden Seoul. Den ligger i kommunen Gangneung i provinsen Gangwon.
En stor del av Yeonggok-myeon ligger i Odaesan nationalpark.